# Жозеф Ліувілль
Жозеф Ліувілль (фр. Joseph Liouville; 24 березня 1809 — 8 вересня 1882) — французький математик.
Систематично досліджував розв'язність низки задач, давши строге означення поняття елементарної функції і квадратури. Зокрема, досліджував можливість інтегрування заданої функції, алгебраїчної або трансцендентної, в елементарних функціях, і розв'язність в квадратурах лінійного рівняння 2-го порядку. Довів, що спеціальне рівняння Ріккаті інтегрується в квадратурах тільки в тих випадках, які були розглянуті раніше ще Бернуллі.

## Теореми, названі на честь Жозефа Ліувілля
- Теорема Ліувілля про обмежені цілі аналітичні функції
- Теорема Ліувілля про конформні відображення
- Теорема Ліувілля про наближення алгебричних чисел
- Теорема Ліувілля про збереження фазового об'єму
- Теорема Ліувілля про інтегрування в елементарних функціях
- Функція Ліувілля